# ATP Volvo International 1994
Il Volvo International 1994 è stato un torneo di tennis giocato sul cemento del Cullman-Heyman Tennis Center di New Haven negli Stati Uniti. Il torneo fa parte della categoria ATP Championship Series nell'ambito dell'ATP Tour 1994. Si è giocato dal 15 al 22 agosto 1994.

## Campioni

### Singolare maschile
Boris Becker ha battuto in finale  Marc Rosset con il punteggio di 6–3, 7–5

### Doppio maschile
Grant Connell /  Patrick Galbraith hanno battuto in finale  Jacco Eltingh /  Paul Haarhuis con il punteggio di 6–3, 7–6